# Alan Hart
Alan L. Hart (engl. Alan L. Hart; Hals Samit, Kanzas, SAD, 4. oktobar, 1890 — 1. jul, 1962) bio je američki lekar, radiolog, istraživač tuberkuloze i pisac romana. Hart je rođen kao žensko dete po imenu Alberta Lusil Hart. U periodu 1917-18 postao je jedan od prvih transmuškaraca, koji su se podvrgli histerektomiji i gonadektomiji u SAD i ostatak života je živeo kao muškarac. Značajan je po tome što je počeo da koristi rendgenske zrake za otkrivanje tuberkuloze. Hart se, takođe, bavio pisanjem i objavio je 4 romana.

## Dela
Romani
-{
- Doctor Mallory, W.W. Norton & Company, Inc., 1935
- The Undaunted, W.W. Norton & Company, Inc., 1936
- In the Lives of Men, W.W. Norton & Company, Inc., 1937
- Doctor Finlay Sees it Through, Harper & Brothers, 1942

}-

## Dodatna literatura
- ) 1993